# Ancylosis imitella
Ancylosis imitella is een vlinder uit de familie snuitmotten (Pyralidae). De wetenschappelijke naam is voor het eerst geldig gepubliceerd in 1901 door Hampson.
De soort komt voor in Europa.